# Blood Omen: Legacy of Kain
Blood Omen: Legacy of Kain es un videojuego de acción y aventura desarrollado por Silicon Knights y publicado por Crystal Dynamics, con la participación en la distribución de Activision y BMG Interactive. Fue lanzado para PlayStation en 1996, y una versión para Microsoft Windows fue desarrollada por Semi Logic Entertainments y lanzada conjuntamente por Crystal Dynamics y Activision en 1997, que luego fue relanzada digitalmente a través de GOG.com en 2021. El juego es el primer título de la serie Legacy of Kain.
En Blood Omen, el jugador sigue a Kain, un noble asesinado recientemente resucitado como vampiro. Buscando venganza contra sus asesinos y una cura para su maldición vampírica, a Kain se le encomienda atravesar la tierra ficticia de Nosgoth y masacrar el Círculo de los Nueve, una oligarquía corrupta de hechiceros con poderes divinos, pero poco a poco empieza a abandonar su humanidad y a ver su transformación como una bendición.
Silicon Knights diseñó Blood Omen como «un juego que los adultos querrían jugar», con la intención de evolucionar el género de rol de acción y llevar el cine artístico a las consolas de videojuegos. Los críticos elogiaron su alcance y narrativa, pero criticaron sus largos tiempos de carga. Tras su lanzamiento, surgió una disputa sobre la propiedad de sus derechos de propiedad intelectual, después de lo cual Crystal Dynamics retuvo el permiso para continuar la serie con su secuela de 1999, Legacy of Kain: Soul Reaver.

## Dinámica de juego - Como se Juega
Blood Omen es un juego de acción-aventura en dos dimensiones. El jugador controla al protagonista, Kain, desde una perspectiva cenital. El juego se divide entre el recorrido al aire libre y la exploración de mazmorras, que implica combate de hack and slash (cortar y tajar), resolución de rompecabezas y navegación de peligros. Para avanzar en la historia, Kain debe localizar y derrotar a los miembros del Círculo de los Nueve - que actúan como enemigos jefes - y devolver sus tokens a los Pilares de Nosgoth. Humanos, animales y una variedad de criaturas de fantasía habitan el mundo del juego, a quienes el jugador normalmente puede optar por matar directamente, o alternativamente herir para alimentarse de su sangre. Como vampiro, Kain debe consumir la sangre roja de las criaturas vivas para reponer su medidor de salud, que se agota gradualmente con el tiempo, y disminuye más rápidamente si sufre daño. Cuando lanza hechizos o cambia de forma, gasta energía mágica, la cual se recupera con el tiempo y puede ser reponerse bebiendo la sangre azul de los enemigos fantasmales. Por el contrario, los oponentes no muertos liberan sangre negra perjudicial, y los demonios y mutantes producen sangre verde que envenena a Kain, causando que su salud se agote a un ritmo más rápido.
A lo largo de la misión principal, Kain adquiere muchos objetos y habilidades, que facilitan una exploración cada vez más no lineal. A medida que recoge viales de sangre y pirámides de runas, la capacidad máxima de sangre y energía de Kain aumenta. Al beber de las fuentes de sangre, recibe mejoras de fuerza, regeneración mágica más rápida e inmunidad a los efectos del clima. Las armas incluyen espadas de hierro y de elemento fuego, una maza con pinchos, hachas gemelas y la Soul Reaver, una flamberge de dos manos. Se presentan trajes de armadura de hierro, hueso, caos, carne y espectro, y cada combinación de equipo tiene ventajas y desventajas. Los hechizos, en forma de cartas de tarot mágicas, se usan tanto en contextos estratégicos como prácticos, sus funciones van desde invocar luz artificial hasta controlar la mente y evocar tormentas de rayos. La transformación permite a Kain asumir las formas de un murciélago, permitiendo viajar inmediatamente a puntos de control; un lobo, con mayor velocidad y la capacidad de saltar; una nube de niebla, que le permite pasar por puertas y cruzar agua; o un humano, con el cual puede interactuar de forma encubierta con ciertos personajes no jugadores, o evitarlos. Hay 100 secretos presentes en el juego, registrados si el jugador descubre áreas ocultas, interruptores y mazmorras; estos abarcan forjas de espíritus, en las cuales Kain puede donar una parte significativa de su sangre a cambio de poderosos artefactos de batalla. Un ciclo de día y noche pasa progresivamente: de noche, los ataques de Kain se vuelven más potentes, y durante las fases de luna llena, algunas puertas selladas se vuelven accesibles.

## Trama

### Configuración
Existe una operación mágica de máxima importancia; la Iniciación de un Nuevo Eón. Cuando se hace necesario pronunciar una Palabra, todo el Planeta debe ser bañado en sangre...

— Epígrafe de Blood Omen
Blood Omen presenta la tierra de Nosgoth, un entorno de fantasía dominado por humanos y vampiros. La salud del mundo está inextricablemente conectada a los Pilares de Nosgoth, nueve edificaciones sobrenaturales, cada una protegida y representada por un guardián humano. Estos hechiceros forman colectivamente el Círculo de los Nueve, y si un miembro muere, los Pilares llaman a un nuevo guardián para ocupar su lugar. Cientos de años antes de los eventos de la historia, el Círculo formó y patrocinó a los Sarafan, una orden de guerreros monásticos dedicados a erradicar la raza de vampiros, y en el prólogo del juego, el vampiro Vorador reacciona vengativamente matando a seis de los guardianes y derrotando a Malek, el líder de los Sarafan. Aunque los Sarafan se disuelven, la persecución de los vampiros continúa.
En los años intermedios, se han convocado nuevos guardianes, los vampiros supervivientes de Nosgoth se han retirado a esconderse, y la humanidad se ha separado en dos facciones opuestas: el reino de Willendorf, inspirado en la leyenda artúrica, y las Legiones del Némesis, un ejército conquistador decidido a poner fin a la civilización. Cuando la guardiana del equilibrio, Ariel, muere a manos de una entidad misteriosa y malévola, su amante Nupraptor el Mentalista dirige sus poderes contra los miembros del Círculo, contaminando a los guardianes en funciones con una locura irrevocable y dejando a los Pilares corruptos. Para restaurar el equilibrio en Nosgoth, Kain debe vencer a las Legiones y matar a los hechiceros enloquecidos; a medida que cada miembro del Círculo es purgado y su token devuelto, su respectivo Pilar es limpiado, y cuando cura los nueve Pilares, pueden nacer los guardianes de reemplazo.

### Personajes
Kain (interpretado por Simon Templeman), un joven noble ambicioso y cínico que es asesinado y resucitado a regañadientes como un vampiro, es el protagonista de Blood Omen. Concebido como un antihéroe cuya naturaleza refleja la ambigüedad moral de la historia, Kain fue parcialmente modelado según el personaje de William Munny de la película de Clint Eastwood de 1992, Sin Perdón. Mortanius el Nigromante (Tony Jay), un antiguo mago, resucita a Kain en un pacto faustiano, y se desempeña como su enigmático benefactor y figura semi-paterna a lo largo del juego. El vampiro recluso y decadente Vorador (Paul Lukather) actúa como un mentor y figura paterna para Kain, alentándolo a aceptar el vampirismo, mientras que el espectro de la difunta guardiana del equilibrio, Ariel (Anna Gunn), dirige a Kain en su misión para restaurar la tierra. Los guardianes corruptos, como Moebius el Manipulador del Tiempo (Richard Doyle), un manipulador astuto de la historia, y Malek el Paladín (Neil Ross), ahora una armadura animada eternamente condenada a proteger al Círculo tras su derrota contra Vorador, se presentan como los villanos del juego. Otros personajes principales incluyen al rey Ottmar (Ross), el gobernante de Willendorf; El Némesis (Jay), un monarca una vez benigno conocido como William el Justo, convertido en déspota y tirano; y La Entidad Oscura (Jay), un ser de otro mundo capaz de posesión demoníaca que es la mente maestra detrás de los eventos, y un antagonista principal y jefe final de Blood Omen, buscando derribar al Círculo y los Pilares y establecer su reinado en Nosgoth.

### Historia
Durante un viaje, el noble humano Kain es emboscado y asesinado por una banda de asesinos. Mortanius le ofrece la oportunidad de vengarse; Kain accede, sin importarle el costo, y despierta como un vampiro. Una vez que mata a sus atacantes, Mortanius le dice que, aunque ellos fueron los instrumentos de su muerte, no fueron la causa última. En busca de la verdad, y una cura para su maldición vampírica, Kain viaja a los Pilares de Nosgoth. Allí, Ariel explica que tiene que destruir el Círculo de los Nueve antes de poder encontrar la paz. Kain comienza rastreando y matando a Nupraptor, y luego se enfrenta a Malek, pero su duelo termina en un empate. Para derrotar a Malek, Kain solicita el consejo del Oráculo de Nosgoth. El Oráculo le advierte de las Legiones del Némesis, y le instruye buscar a Vorador, el viejo adversario de Malek. Cuando los dos se encuentran, Vorador da la bienvenida a Kain, y ofrece su ayuda, pero insta al novato a aceptar el vampirismo y abstenerse de interferir en los asuntos de la humanidad.
Atormentado por el vampiro anciano, que sirve como un ejemplo de lo que se convertirá si no encuentra una cura, Kain persiste, y, en un enfrentamiento decisivo, Vorador vence a Malek mientras Kain mata a Bane el Druida y DeJoule la Energista. Más tarde, después de que él mata a Azimuth la Planificadora y recupera un dispositivo de viaje en el tiempo, Ariel informa a Kain que en cambio debe priorizar la guerra contra El Némesis, cuyos ejércitos amenazan con conquistar Willendorf. Kain convence al rey Ottmar para que movilice a sus tropas contra las Legiones en un último intento, pero la batalla resulta desastrosa. Ottmar perece, las fuerzas de Willendorf son superadas, y Kain, acorralado, usa el dispositivo de viaje en el tiempo para escapar. Él emerge 50 años en el pasado, y mata a la versión más joven de El Némesis de esta era: el amado rey William el Justo, para desencadenar una paradoja temporal que expulsa a las Legiones de la corriente del tiempo. Sin embargo, cuando Kain regresa al presente, descubre que el asesinato de William ha desatado una nueva purga de vampiros.
El Oráculo de Nosgoth, que resulta ser Moebius el Tejedor del Tiempo, un miembro del Círculo, lidera la cruzada genocida y, habiendo manipulado las acciones de Kain desde el principio, consuma su trampa ejecutando a Vorador. Kain mata a Moebius, pero queda como el último de su especie. En los Pilares, presencia a Mortanius discutiendo con Anarcrothe el Alquimista, quien revela que Mortanius es un guardián, y culpable tanto de las muertes de Ariel como de Kain. Seducido por La Entidad Oscura, Mortanius fue controlado a la fuerza y forzado a matar a Ariel. Para corregir el desequilibrio, creó a Kain, una criatura lo suficientemente poderosa como para destruir el Círculo. Mortanius mata a Anarcrothe, y luego sucumbe a la posesión de La Entidad Oscura (las acciones de este último son la razón detrás de todo lo que sucedió en Nosgoth), a quien Kain derrota. Con solo un Pilar sin restaurar, Kain alcanza una epifanía: él mismo es el último miembro loco del Círculo, el sucesor inconsciente de Ariel como guardián del equilibrio, sacrificado en el breve intervalo entre su muerte y la corrupción de los Pilares. La "cura" al vampirismo que buscaba es su propia muerte.
Los jugadores pueden elegir si sanar el mundo, un final en el que Kain sacrifica su vida, asegurando la extinción de los vampiros y la restauración de Nosgoth, o condenar el mundo, en cuyo caso los Pilares se derrumban, dejando a Nosgoth como un páramo irredimible, con Kain aceptando plenamente su maldición y viviendo como la entidad más poderosa en la tierra. Esta última opción se considera el final canónico que lleva al resto de la serie.

## Desarrollo y Programación

El actor Simon Templeman realizó su primera actuación como el personaje de Kain.

Blood Omen se originó como The Pillars of Nosgoth (Los Pilares de Nosgoth), una propuesta de juego redactada alrededor de 1993 por el presidente de Silicon Knights, Denis Dyack, y el director de arte y escritor Ken McCulloch. En 1993, mientras Silicon Knights completaba el trabajo en Dark Legions, Dyack conoció al productor de Crystal Dynamics, Lyle Hall, en una conferencia, y compartieron su ambición mutua de construir juegos "épicos" con presupuestos más grandes y expectativas más altas que el estándar de la industria en ese momento. Se enviaron varias editoriales a The Pillars of Nosgoth, el concepto de ciencia ficción Too Human, y una tercera propuesta competitiva de Silicon Knights. Casi se persiguió a Too Human, pero Crystal Dynamics, que consideraba que el género de la alta fantasía era una elección preferible, hizo un trato con Silicon Knights para producir The Pillars of Nosgoth. El trabajo de diseño continuó, con Amy Hennig al mando como gerente de diseño, durante aproximadamente seis a ocho meses antes de que ambas partes llegaran a un acuerdo sobre la consola de videojuegos más adecuada para publicar. Hall, que había quedado "instantáneamente cautivado" por el proyecto, pensó que "era obvio que este juego merecía una toma al estilo [Legend of] Zelda en un vampiro de acción RPG", y ayudó a Dyack a convencer a Crystal Dynamics para elegir la recién anunciada PlayStation sobre el 3DO Interactive Multiplayer y Sega Saturn. Dyack y Hall creían que Blood Omen podría ayudar a evolucionar el género de los juegos de rol de acción a través de una escritura sólida y un toque artístico y cinematográfico: Dyack lo resumió como un juego que los adultos querrían jugar.
Las influencias centrales incluyeron la mitología de los vampiros, las obras de William Shakespeare, los temas de dilema ético en la película Unforgiven, las cualidades viscerales de las novelas de Necroscope y la trama intrincada de la serie de libros The Wheel of Time. Aunque los antihéroes eran poco comunes en los juegos de acción-aventura, Silicon Knights rechazó las preocupaciones de que el personaje de Kain fuera demasiado poco convencional y la historia demasiado ambiciosa. Los desarrolladores respaldaron el motivo narrativo, "¿qué es el mal? Quizás solo sea una perspectiva", y esperaban determinar cómo reaccionarían los jugadores en "un mundo donde [ellos] tenían que matar a inocentes para sobrevivir". McCulloch, quien escribió la mayoría de los textos del juego, fue instado por colegas de marketing a dar a los personajes nombres más accesibles: describió algunos, como Mortanius, como "Nombres del infierno", que eran difíciles de pasar por el "censor de marketing". La portada del arte para la novela histórica The Pillars of the Earth sirvió de inspiración para las Pillars of Nosgoth. La espada Soul Reaver, que originalmente se concibió como un arma para Too Human, se transfirió al universo ficticio de Blood Omen, y se convertiría en un arma principal en los juegos subsiguientes de la serie Legacy of Kain.
Los desarrolladores realizaron una búsqueda de talento para el elenco de voces del juego, escuchando docenas de cintas enviadas por actores de voz de Hollywood. Antes de que se grabara la voz en off del juego, Dyack expresó su preocupación de que los actores seleccionados no podrían transmitir el diálogo complejo de McCulloch. Sin embargo, más tarde dijo que sus actuaciones "le dejaron impresionado", comentando que "después de cinco minutos con Simon Templeman [...] supimos que no había ningún problema".
El prolongado periodo de desarrollo de 3,5 años de Blood Omen obligó a Silicon Knights a duplicar los niveles de personal, y Crystal Dynamics envió empleados a Canadá para ayudar en su trabajo de diseño durante más de seis meses, esta delegación tuvo que conseguir su propio alojamiento fuera del sitio, resultando en "un gran sacrificio personal". Antes de su lanzamiento, Activision y BMG Interactive llegaron a acuerdos con Crystal Dynamics para fabricar y distribuir el producto en varios territorios. En lo que describieron como "una primicia en la industria", Silicon Knights añadió un crédito inicial para aclarar completamente que ellos eran responsables del desarrollo del concepto, la historia y el contenido del juego. "Después de esfuerzos hercúleos", habiendo recibido promoción en las ferias de comercio E3 de 1995 y 1996, Blood Omen fue lanzado para la PlayStation el 15 de noviembre de 1996.
Activision y Crystal Dynamics publicaron una versión para Microsoft Windows, desarrollada por Semi Logic Entertainments, en 1997. Silicon Knights también comenzó a trabajar en una versión para Saturn después del lanzamiento inicial. Empleados de Crystal Dynamics, incluyendo a Steve Groll, afirmaron que la versión para Saturn estaba terminada pero que no podían encontrar un editor dispuesto a lanzarla. El sitio web de Silicon Knights insistió en que esto "simplemente no era cierto" y que la versión para Saturn nunca se terminó.

## Recepción
Blood Omen fue nombrado el mejor juego presentado en la feria inaugural de E3 por DieHard GameFan en 1995. Un documento presentado en la corte en 2011 reveló que había vendido al menos 320,082 unidades históricamente; Silicon Knights afirmó que había vendido 2 millones de copias en su vida útil, pero no respaldó esta cifra. Crystal Dynamics consideró su desempeño comercial como "inmensamente exitoso" y notable para la época.
El sitio de agregación de reseñas GameRankings asignó a la versión de PlayStation del juego una calificación promedio del 83%. Aunque los críticos le otorgaron grandes elogios por su premisa, audio y alcance, comúnmente citaron deficiencias en sus gráficos y aspectos técnicos. Jeff Gerstmann de GameSpot apreció su diseño de sonido y jugabilidad desafiante, aunque desaprobó su perspectiva aérea. El personal de IGN discutió problemas con los controles, pero mencionó la "intensa historia", la atmósfera y la longevidad del tiempo de juego como aspectos positivos. Next Generation hizo una comparación favorable con el juego de hack and slash de 1985 Gauntlet, comentando sobre los elementos de diseño únicos de Blood Omen y los altos valores de producción detrás de su mundo de juego "enorme y extremadamente sangriento". Los cuatro críticos de Electronic Gaming Monthly estaban todos entusiasmados con el juego, citando su tono mórbido, longitud épica y fuerte trama. GamePro comentó que "La historia obsesionantemente cautivadora triunfa sobre una acción algo lenta". El crítico explicó que el desplazamiento es brusco e impredecible, a veces obligando al jugador a participar en duelos a ciegas a lo largo del borde de la pantalla. Sin embargo, elogió mucho el impacto visual de las cinemáticas y los fondos. El personal de 1UP.com elogió el juego en su sinopsis, diciendo que ofrecía "la mejor trama de cualquier juego de PlayStation hasta la fecha". Reconocieron sus gráficos y diseño de sonido "melancólicos", describiendo su arte como "bellamente renderizado" y su música como "genial".
Greg Kasavin de GameSpot elogió a Kain como "el antihéroe perfecto" y su historia como "única, interesante y épica en proporción", pero dijo que "el juego en sí no mantiene el ritmo", obstaculizado por controles lentos y limitaciones tecnológicas. A pesar de considerar su linealidad como un defecto, Baldric de Game Revolution consideró la trama inteligente y reflexiva, y comentó que el juego es "sorprendentemente amoral". Hugh Falk de PC Gamer se hizo eco de una queja planteada tanto por Gerstmann como por Electronic Gaming Monthly de que los gráficos son excesivamente oscuros, y se decepcionó con la inteligencia artificial, pero desestimó estos como problemas "menores" con la conclusión de que Blood Omen fue una excelente entrada en el género de los juegos de rol.
Las cinemáticas del juego y la dirección de voz fueron consideradas excepcionales por muchas publicaciones, particularmente en comparación con otros títulos de la época. Los escritores de 1UP.com se refirieron al elenco como "talento real" en comparación con otros actores en el medio. Sin embargo, algunos críticos describieron los tiempos de carga de la iteración de PlayStation como particularmente exorbitantes e insatisfactorios. Next Generation y GamePro los calificaron como "notables y a veces intrusivos", mientras que IGN los repudió como "agonizantes", pero dijo que son comunes en los juegos basados en discos, y razonablemente poco intrusivos en Blood Omen. Dyack racionalizó la desaceleración como una consecuencia de las limitaciones de memoria de acceso aleatorio de PlayStation en datos de video. Baldric señaló en su revisión que el puerto de Windows alivió, pero no enmendó completamente, el problema.
Next Generation revisó la versión para PC del juego y la consideró inferior a la versión de PlayStation, señalando que el modo de alta resolución se ejecuta a una velocidad de fotogramas entrecortada en todos los equipos de PC excepto los más potentes, y argumentando que el juego se juega mejor con un joystick que con un teclado o joystick.
Electronic Gaming Monthly nombró a Blood Omen: Legacy of Kain Juego de Rol del Año, explicando que, "Esta fue una carrera reñida con Suikoden, pero la naturaleza oscura y violenta de Kain se impuso. ... El excelente trabajo de voz, así como las cinematográficas amenazadoras y violentas, crearon el ambiente perfecto."

## Secuela
Para cuando Blood Omen fue lanzado, Crystal Dynamics ya había asegurado un acuerdo con Activision para publicar una secuela. Blood Omen sí recibió una secuela, pero su producción se vio obstaculizada por una batalla legal entre los interesados del juego y el desarrollador. En una entrevista realizada poco después del lanzamiento en PlayStation, Dyack contempló la posibilidad de crear una precuela centrada en el personaje de Vorador, refiriéndose a ella como parte de la "serie Blood Omen", pero mencionó que era "extremadamente improbable" que Silicon Knights volviera a trabajar con Crystal Dynamics. Posteriormente, la relación entre ambas partes se disolvió y Crystal Dynamics, que se había retirado de la publicación de software para enfocarse exclusivamente en el desarrollo de juegos, anunció su propio seguimiento en forma de Legacy of Kain: Soul Reaver. En 1997, GameSpot divulgó que Silicon Knights había presentado una demanda contra su antiguo socio por la propiedad de la serie, solicitando una orden judicial para evitar que Crystal Dynamics publicitara Soul Reaver. Silicon Knights, según informaron, acusó a Crystal Dynamics de plagiar su concepto para una secuela.
La disputa se resolvió de forma privada, con Crystal Dynamics conservando los derechos del juego y obteniendo permiso para crear trabajos derivados utilizando sus personajes, siempre y cuando acreditaran a Silicon Knights como el desarrollador de Blood Omen en su secuela. Crystal Dynamics fue adquirida por Eidos Interactive, quien publicó Soul Reaver en 1999 con aclamación crítica y éxito comercial. Más tarde, se hizo público que Soul Reaver nunca fue un concepto de Silicon Knights. Surgió como Shifter, un proyecto no relacionado inspirado en la mitología bíblica, ideado por Amy Hennig y Seth Carus de Crystal Dynamics (ambos habían trabajado como diseñadores en Blood Omen), cuyo equipo, inicialmente a regañadientes, lo convirtió en una secuela de Blood Omen a petición de la dirección de la empresa. Los títulos sucesivos en lo que ahora era la serie Legacy of Kain fueron producidos por Crystal Dynamics y Eidos, mientras que Silicon Knights abandonó la franquicia para comenzar a trabajar en Too Human y más tarde en Eternal Darkness: Sanity's Requiem.
En 2012, un miembro de NeoGAF llamado Mama Robotnik resaltó registros públicos del caso judicial de 1997. Durante el proceso, Silicon Knights declaró que habían cedido la propiedad intelectual de Blood Omen a Crystal Dynamics bajo "coacción financiera". Entre otras afirmaciones, alegaron que Crystal Dynamics había violado un acuerdo a fines de 1996 al vender ciertos derechos de publicación del juego, y de cualquier secuela potencial, a Activision por $2,000,000. Silicon Knights alegó que Crystal Dynamics no les había informado de su intención de abandonar el negocio de publicación y se habían presentado falsamente ante Activision como los desarrolladores de Blood Omen. Los documentos revelaron que Activision había contratado a Crystal Dynamics para desarrollar un proyecto con el nombre en clave "Kain II", pero insatisfechos con su calidad, contrataron a Silicon Knights para crear una propuesta competitiva. Supuestamente, Crystal Dynamics difamó a Silicon Knights ante Activision, mientras se acercaba directa e indirectamente a algunos de sus empleados para que se unieran a ellos y trabajaran en su prototipo.
Cuando se resolvió el caso, el control de la marca comercial Legacy of Kain quedó en manos de Crystal Dynamics, y Kain II fue cancelado o reemplazado cuando Shifter se convirtió en Soul Reaver. Aunque el personal de Crystal Dynamics que trabajó en Soul Reaver se negó a hacer comentarios sobre el descubrimiento, Dyack había afirmado anteriormente que "[intentaron] hacerse cargo". Dijo que "muchas personas nos preguntan si nos gusta la dirección que han tomado, pero es tan ajena a lo que creamos que no tiene sentido responder ahora. Entendemos que a algunas personas les encanta la serie Soul Reaver y eso nos parece genial. Sin embargo, no es lo que nosotros habríamos hecho nunca". En una entrevista de 2008, amplió su opinión al afirmar que "si ves dónde está Legacy of Kain en este momento, tan diluido, tan disfuncional, como propiedad en sí misma, se ha ido en una dirección completamente diferente a la que nosotros habríamos tomado. [...] Incluso si el desarrollador es bueno, y creo que Crystal Dynamics no es un mal desarrollador, se produce esta dilución del contenido porque el autor original ya no está".
En enero de 2020, Denis Dyack anunció un sucesor espiritual de Legacy of Kain llamado Deadhaus Sonata, el cual es un videojuego de rol de acción cooperativo gratuito.